# 埼玉オープンゴルフトーナメント
埼玉オープンゴルフトーナメント（さいたまオープンゴルフトーナメント）は、かつて開催されていた男子ゴルフトーナメント。
テレビ埼玉主催、関東プロゴルフ連盟・日本プロゴルフ協会・埼玉新聞社後援。
優勝賞品には協賛する日産埼玉グループからブルーバードが、三国コカ・コーラボトリングからはジョージア1年分が贈られた。　
1985年は埼玉県比企郡滑川町の高根カントリー倶楽部で開催された。

## 歴代優勝者
- 1982年 - 新井規矩雄
- 1983年 - 白浜敏司[2]
- 1984年 - 小川清二[3]
- 1985年 - 水巻善典[1]
- 1987年 - 友利勝良[4]
- 1988年 - 森憲二[5]
- 1989年 - 植田浩史[6]